# Baron Hardinge of Penshurst

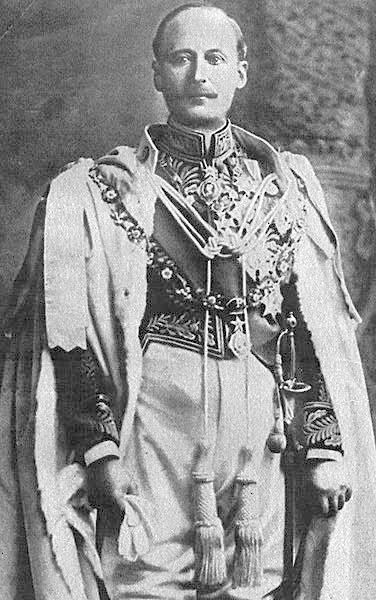
Charles Hardinge, 1. baron Hardinge of Penshurst

Baronowie Hardinge of Penshurst 1. kreacji (parostwo Zjednoczonego Królestwa)
- 1910–1944: Charles Hardinge, 1. baron Hardinge of Penshurst
- 1944–1960: Alexander Henry Louis Hardinge, 2. baron Hardinge of Penshurst
- 1960–1997: George Edward Charles Hardinge, 3. baron Hardinge of Penshurst
- 1997 -: Julian Alexander Hardinge, 4. baron Hardinge of Penshurst